# 郭治
郭治（15世紀—16世紀），字昌修，號中洲，江西吉安府泰和縣高坪人，明朝政治人物。

## 生平
郭治是正德二年（1507年）丁卯科江西鄉試舉人，嘉靖二年（1523年）授孝豐知縣，為人清修苦節，一年內縣稱大治，在縣內建學宫，設置禮器典籍，建立定性書院在內講學，又重修官署與城隍廟，遷移山川壇到高阜，獲得的金錢拿來興建預備糧倉，俸祿則設五山官渡方便人民，同時修輯縣志，八年（1529年）陞嵩明知州，離任時孝豐人民都攀轅求留任；嵩明經歷戰事，他設立科條、嚴行法則，改變當地景況，調鬱林知州，官至南寧同知，孝豐有去思碑，入祀當地名宦祠。

## 引用
1. 1 2  光緒《泰和縣志·卷十一·選舉》：正德二年 丁卯 鄉試 郭治 高坪人，令孝豐有去思碑，守嵩明、鬱林二州俱祀名宦，終南甯府同知
2. ↑  民國《嵩明州志·卷四·官師志》：郭治 江西太和人，舉人，嘉靖八年任知州，當兵燹之後，立科條、嚴軌範，文章政事卓然可觀。
3. ↑  光緒《孝豐縣志·卷五·職官志》：郭治，字昌修，號中洲，江西泰和人，從王陽明先生游學成而舉於鄉，嘉靖二年知孝豐縣，清修苦節，期年稱大治，建學宫、制禮器典籍，立定性書院集諸生講習其中，修公廨暨城隍廟，遷山川壇於高阜，獲白金之畀建預備倉，及俸給倉設五山官渡，民皆便之。縣志闕，手輯成書，凡興廢舉墜百為咸理，陞任士民攀轅，有去思碑，祀名宦。
4. ↑  同治《湖州府志·卷六十三·名宦錄》：郭治，字昌修，號中洲，江西泰和人，從王陽明游，學成而舉於鄉，嘉靖二年知孝豐縣，清修苦節期年大治，建學宮、制禮器典籍，立定性書院集諸生講習其中，修公廨及城隍廟，遷山川壇於高阜，獲白金之畀置預備倉，設五山官渡，萬民稱便。縣志闕，手輯成書，凡興廢舉墜百為咸理，陞任後士民攀轅，為立去思碑，祀名宦。 孝豐羅志